# Lorenzo Vargas
Lorenzo Vargas fue un militar y político mexicano nacido en Mérida, Yucatán hacia 1825. Se autoproclamó gobernador de Yucatán al ocupar militarmente la villa de Muna, en el sur del estado, provocando la caída de Agustín Acereto quien era el jefe político de la entidad.

## Datos históricos
A finales de la década de 1850 en la península de Yucatán se dilucidaba la separación de Campeche del estado de Yucatán decimonónico. Se sufrían también las consecuencias de la guerra civil yucateca denominada guerra de castas.
En 1860 era gobernador de Yucatán Agustín Acereto quien había intensificado la lucha contra de los indígenas mayas  sublevados en el oriente del estado. Esa lucha estaba comandada por su hijo, Pedro Acereto, que era coronel y quien al frente de 2000 soldados intentaba reducir a los insurrectos. Los Acereto fueron derrotados a principios de 1860.
En ese punto sobrevino una seria disputa con el nuevo gobierno de Campeche, encabezado por Pedro García, que complicó las relaciones entre Yucatán y el estado de Campeche. Lorenzo Vargas, que según el historiador Eligio Ancona, era apoyado por el gobernador de Campeche, Pedro García y por otro general, Liborio Irigoyen, ocupó con sus fuerzas militares la villa de Muna el 15 de noviembre de 1860. Este hecho desestabilizó el gobierno de Acereto que fue perseguido, apresado y llevado a prisión.
A partir de esos hechos Lorenzo Vargas se autoproclamó gobernador de Yucatán para sustituir a Agustín Acereto. Junto con Vargas en la gubernatura, Anselmo Cano fue nombrado vicegobernador de Yucatán. Tomaron posesión el 28 de noviembre de 1860. El 29 de diciembre, Cano que actuaba como encargado del despacho en ausencia de Vargas, expidió una convocatoria para elegir gobernador. Sin embaRgo, antes de que las elecciones pudieran realizarse llegó a Mérida la noticia de que el 26 de mayo de 1861, Pedro Acereto, hijo de Agustín, había tomado la ciudad oriental de Valladolid. Pretendía la liberación y restitución de su padre en el gobierno establecido.
Vargas intentó frenar las acciones de Pedro Acereto y salió en su búsqueda. Después de varias acciones militares en Temax e Izamal, Lorenzo Vargas se percató de que sería derrotado militarmente por razones numéricas y de armamento. Él y Cano decidieron salir de Yucatán, refugiándose en Campeche. Los Acereto regresaron al poder en Yucatán.